# Браиловский, Александр Яковлевич (поэт)
Александр Яковлевич Браиловский (11 мая 1884, Ростов-на-Дону — 17 октября 1958, Лос-Анджелес) — русский поэт, прозаик, эссеист, переводчик, редактор, революционер, меньшевик.

## Биография
Родился в еврейской мещанской, с 1891 года купеческой 2‑й гильдии семье, отец Яков Михайлович Браиловский (1840—?) занимался экспортной торговлей зерном, был домовладельцем, жил в Ростове-на-Дону с 1860 года; мать — Голда Браиловская (1841—?), домохозяйка. У него были старшие сёстры Розалия (1872), Анна (1874), Софья (1877), Мария (1878) и Апполинария (1880), брат Хаим-Симха Яковлевич Браиловский (1862—?). Когда ему было неполных 13 лет, он познакомился в Пятигорске со студентом В. Я. Брюсовым, который в своих записках отметил талант юного поэта, по убеждениям — демократа и врага символизма.
Был ненавистником существующего государственного режима: ещё в годы гимназического учения сблизился с социал‑демократами и со всей присущей его натуре страстностью отдался не столько искусству, сколько революционной деятельности.
С 1901 года активно работал в «Южно-русской группе учащихся средних школ», находившейся под влиянием Донского комитета РСДРП. В том же году вместе с однодумцами составлял и печатал на гектографе прокламации к учащейся молодежи — по поводу студенческих волнений и др. Работал в качестве пропагандиста в рабочих кружках. В 1902 году стал членом Донского комитета РСДРП. В середине 1902 года уехал для продолжения учёбы в Берлин, где примкнул к искровской группе. В начале следующего года вернулся в Россию с транспортом газеты «Искры», который сдал Донскому комитету. Комитет назначил его одним из руководителей известной ростовской демонстрации 2 марта 1903 года, которая началась речью Браиловского к многочисленной толпе рабочих.
Будучи арестованным в ночь после демонстрации вместе с другими организаторами демонстрации, А. Браиловский был предан военному суду и приговорен к смертной казни. Но смертная казнь, по ходатайству самого суда, была заменена ему 15 годами каторги. Заточение отбывал на строительстве Амурской колесной дороги (в народе попросту «колесухи»), которую описал в воспоминаниях, опубликованных под псевдонимом Р. Бравский.
В 1905 году Браиловский бежал из Акатуйской тюрьмы. Во время революции 1905 года работал в Чите в местном комитете РСДРП под подпольной кличкой «Леонид». В Чите ему удалось скрыться от преследования и через какое‑то время попасть в российскую столицу, откуда бежать за границу и превратиться в политического эмигранта.
Впоследствии в эмиграции примкнул к меньшевикам. На страницах русской эмигрантской газеты «Парижский вестник» Р. Бравский / А. Браиловский публиковал тексты разных жанров — от очерково‑литературного («Круг жизни», в котором нарисован портрет Пьера Лоти, французского моряка и романиста) до информационного обзора художественной выставки «Эстетического братства католических художников». Помимо статей, выступал как поэт.
Во время Первой мировой войны был оборонцем и подобно многим соотечественникам из числа политических эмигрантов, вступил в Иностранный легион. В 1917 году Браиловский переселился в США.
Вера в коммунистическую утопию выразилась в службе Браиловского в просоветских учреждениях и сотрудничестве с просоветскими органами печати в Америке, в частности в службе в газете «Русский голос» и редактировании газеты «Новый мир» — официального органа русского отдела Коммунистической партии США и секции Коммунистического интернационала.
Занимался переводами с итальянского и английского языков.
В конце 1920‑х годов Браиловский с семьей переселился в Лос-Анджелес. В первой половине 1930‑х годов являлся одним из редакторов известного американского журнала «Experimental Cinema», который смыкался с левыми тенденциями в киноискусстве и потому демонстрировал лояльность и симпатию к советскому кинематографу, печатая на своих страницах таких его крупнейших деятелей, как Вс. Пудовкин, С. Эйзенштейн, А. Довженко и Д. Вертов. Позже вернулся в Нью-Йорк и занял должность редактора газеты «Русский голос».

## Семья
Был женат на Соне (Софии) Фридман (1893—1975), двое детей — Джулиана Джоэн (1925—2013) и Александра (1908—?).

## Избранные публикации
- «Полынь» (Париж, 1913, сборник стихов)
- «Я современник, я сын века…»
- «Муфтарка»
- «Призрак»
- «Дорогою свободной» (сборник стихов)
- «Симультанизм» (журнал «Гелиос», 1913)
- «Ты повторился, древний сказ…»
- «Из классики» (сборник переводов, Нью‑Йорк, 1943)
- «Временщики в Кремле» (Нью‑Йорк, 1955)
- «Неугасимая лампада» (рассказ)
- «Эпитафии» (эссе)